# Філенко Анастасія Сергіївна
Анастасія Сергіївна Філенко (нар. 1 листопада 1990) — українська футболістка, захисниця.

## Клубна кар'єра
Футболом захопилася в дитинстві завдяки батьку, який був футболістом. З дитинства грала з хлопцями у футбол на подвір'ї. Вихованка харківського «Житлобуду-2», перший тренер — Євген Вікторович Погорєлов. Потім разом з тренером їздила на перегляди до українських клубів, зрештою опинилася в луганській «Зоря-Спартак». У футболці луганчанок дебютувала 13 травня 2007 року в програному (0:3) виїзному поєдинку 1-о туру Вищої ліги проти чернігівської «Легенди-ШВСМ». Філенко вийшла на поле в стартовому складі та відіграла увесь матч. У футболці луганчанок зіграла 9 матчів у Вищій лізі.
По ходу сезону 2007 року перебралася до чернігівської «Легенди». У Вищій лізі чемпіонату України дебютувала 7 вересня 2007 року в переможному (2:0) виїзному поєдинку 1-о туру фінального етапу проти «Донеччанки». Анастасія вийшла на поле на 55-й хвилині, замінивши Ольгу Соколенко. Разом з «Легендою» вигравала срібні (2008) та бронзові (2007) нагороди чемпіонату України, а також двічі ставала фіналісткою кубку України. У вищій лізі України зіграла 16 матчів.
У 2009 році підсилила «ЦПОР-Донеччанку», за яку дебютувала 1 травня 2009 року в програному (2:3) виїзному поєдинку 2-о туру Вищої ліги проти маріупольської «Іллічівки». Філенко вийшла на поле в стартовому складі та відіграла увесь матч. У складі донецького колективу зіграла 9 матчів у Вищій лізі
У 2010 році опинилася в «Іллічівці». У складі маріупольського клубу дебютувала 8 травня 2010 року в переможному (1:0) домашньому поєдинку 2-о туру чемпіонату України проти «Донеччанки». Філенко вийшла на поле в стартовому складі та відіграла увесь матч. У футболці «Іллічівки» провела 10 матчів.
З 2011 року знову захищала кольори «Легенди». Вперше після свого повернення у футболці чернігівського клубу вийшла на поле 15 травня 2011 року в переможному (5:0) домашньому поєдинку 3-о туру Вищої ліги проти уманського «Ятраня». Анастасія вийшла у стартовому складі, на 9-й хвилині відзначилася дебютним голом за «Легенду», а на 74-й хвилині її замінила Мар'яна Іванишин. Разом з «Легендою» 2011 року вигравала срібні медалі чемпіонату та виходила до фіналу кубку України. У Вищій лізі за чернігівську команду зіграла 27 матчів, в яких відзначилася 2-а голами. У 2011 році разом з «Легендою» грала в жіночій Лізі чемпіонів.
У 2013 році виїхала до Росії, де уклала договір з азовською «Дончанкою». У футболці нового клубу дебютувала 25 квітня 2013 року в програному (0:4) домашньому поєдинку 11-о туру чемпіонату Росії проти «Росіянки». Філенко вийшла на поле в стартовому складі та відіграла увесь матч. У команді провела півтора сезони, за цей час у чемпіонаті Росії зіграла 21 матч. За підсумками осіннього чемпіонату Росії 2013 «Дончанка» вилетіла з вищого дивізіону. У 2014 році перейшла до «Мордовочки», за яку дебютувала 13 квітня в програному (1:3) домашньому поєдинку 1-о туру Вищої ліги проти «Рязань-ВДВ». Анастасія вийшла на поле в стартовому складі та відіграла увесь матч. За «Мордовочку» провела 13 поєдинків у чемпіонаті Росії, проте за підсумками сезону команда опустилася в Першу лігу.
У березні 2015 року підписала 1-річний контракт з білоруським клубом «Надія-Дніпро». У білоруській «вишці» дебютувала 20 квітня 2015 року в програному (0:5) виїзному поєдинку 1-о туру проти «Мінська». Філенко вийшла на поле в стартовому складі та відіграла увесь матч. Дебютним голом за могильовську команду відзначилася 25 липня 2015 року на 57-й хвилині переможного (3:1) домашнього поєдинку 12-о туру Вищої ліги проти «Німана». Анастасія вийшла на поле в стартовому складі та відіграла увесь матч. У Білорусі виступала протягом двох років, за цей час у Вищій лізі зіграла 30 матчів, в яких відзначилася 4-а голами.
У лютому 2017 року відправилася на перегляд у «Пярну», за результатами якого підписала з клубом контракт. Разом з командою ставала переможницею чемпіонату Естонії та володаркою суперкубку країни. У чемпіонаті Естонії зіграла 13 матчів, в яких відзначилася 3-а голами. У 2018 році підсилила литовський клуб «Гінтра Універсітетас». Того ж року разом з командою виграла чемпіонат країни. Більшу частину сезону пропустила через травму, а в другій її частині майже не грала. У складі «Пярну» та «Гінтри» також грала в жіночій Лізі чемпіонів.
У Зиовій першості 2020 року виступала за «Житлобуд-2».

## Кар'єра в збірній
Залучалася до жіночої молодіжної збірної України. Учасниця чемпіонату Європи з футболу WU-19 2009. З 2015 року залучається до матчів збірної України.

## Досягнення
«Легенда»
- Вища ліга України
  -  Срібний призер (2): 2008, 2011
  -  Бронзовий призер (1): 2007

- Кубок України
  -  Фіналіст (3): 2007, 2008, 2011

«Іллічівка»
- Вища ліга України
  -  Бронзовий призер (1): 2011

«Пярну»
- Мейстерліга
  -  Чемпіон (1): 2017

- Суперкубок Естонії
  -  Фіналіст (1): 2018

- Балтійська ліга
  -  Фіналіст (2): 2017, 2018

«Гінтра Університетас»
- А-Ліга
  -  Чемпіон (2): 2018, 2019

- Балтійська ліга
  -  Володар (1): 2019